# Nareen Shammo

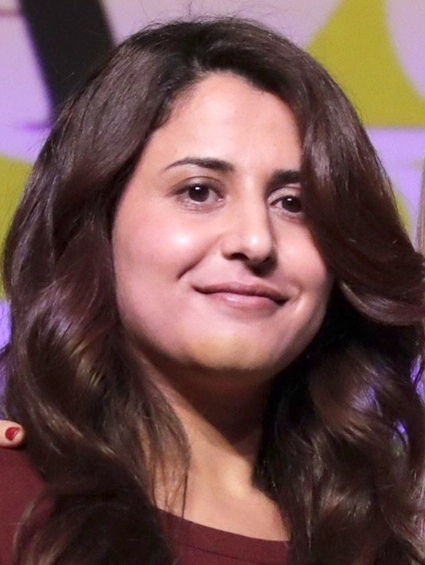
Nareen Shammo (2017).

Nareen Shammo (* 1986 in Baschiqa) ist eine jesidische Journalistin und Aktivistin.

## Leben
Shammo studierte bis 2009 Englische Literatur an der al-Hadba'-Universität in Mossul, arbeitete als Journalistin und TV-Produzentin und engagiert sich nun für jesidische Frauen.
Nareen Shammo kündigte im August 2014 beim Fernsehen, als sie erfuhr, dass der Islamische Staat im Irak Frauen und Mädchen systematisch verschleppt. Die Journalistin widmet ihr Leben seitdem dem Kampf für die Befreiung der Frauen und Mädchen, die im Irak Opfer von IS-Verbrechen wurden. Sie hält Kontakt zu den Verschleppten, betreut die betroffenen Familien und unterstützt die Verhandlungen zur Freilassung der Frauen und Mädchen. Mit der US-amerikanischen Initiative für Jesiden und der jesidischen Hilfsorganisation Yazda engagiert sich Nareen Shammo gegen den Völkermord an den Jesiden durch den Islamischen Staat.
„Ich war die Erste, die unser Schicksal im kurdischen Regionalparlament vorgetragen und die Politiker aufgerüttelt hat“, sagte Shammo im Dezember 2014 in einem Interview mit der Deutschen Welle. Sie beklagte die Versäumnisse der kurdischen Peschmerga und der Regionalregierung, da sie die Jesiden im Stich gelassen hätten. Den Rückzug der kurdischen Kämpfer vor den heranrückenden Dschihadisten im August wertet Shammo als Verschwörung gegen ihre Volksgruppe.
2015 erhielt Nareen Shammo den Clara-Zetkin-Frauenpreis der Partei Die Linke für "herausragenden Einsatz für Frauen und Mädchen im Kampf gegen den Islamischen Staat".